# علنج صيني
علنج صيني (الاسم العلمي: Alangium chinense) هو نوع من النباتات يتبع جنس العلنج من الفصيلة القرانية.